# Ritterhof (Kreis Heiligenbeil)
Ritterhof war ein Ort im Kreis Heiligenbeil in Ostpreußen. Seine Ortsstelle befindet sich heute im Munizipalkreis Rajon Bagrationowsk (Stadtkreis Preußisch Eylau) in der russischen
Oblast Kaliningrad (Gebiet Königsberg (Preußen)).

## Geographische Lage
Die Ortsstelle Ritterhofs liegt am Südufer der Wituschka (deutsch Jarft) im südlichen Westen der Oblast Kaliningrad, 1 ½ Kilometer östlich des Dorfkerns von Schönrade, 17 Kilometer östlich der früheren Kreisstadt Heiligenbeil (russisch Mamonowo) bzw. 30 Kilometer westlich der heutigen Rajonshauptstadt Bagrationowsk (deutsch Preußisch Eylau).

## Geschichte
Das Gründungsjahr von Ritterhof ist 1856. Der große Hof lag im ostpreußischen Kreis Heiligenbeil und war bis 1945 ein Wohnplatz der Gemeinde Schönrade, die von 1874 bis 1899 zum Amtsbezirk Groß Röderdorf (russisch Nowoslojowo), 1899 bis 1929 zum Amtsbezirk Jäcknitz (russisch Usornoje) und von 1929 bis 1945 zum Amtsbezirk Hermsdorf (russisch Pogranitschny) gehörte. Am 1. Dezember 1910 hatte Ritterhof 45 Einwohner.
Als Folge des Zweiten Weltkriegs kam Ritterhof im Frühjahr 1945 zusammen mit dem gesamten nördlichen Ostpreußen besatzungsrechtlich unter sowjetische Verwaltung. Schon in den ersten Nachkriegsjahren verliert sich seine Spur, der Ort dürfte wohl nicht mehr besiedelt worden sein, ein russischer Name ist nicht bekannt und auch nicht die Zuordnung zu einem Dorfsowjet nach 1947. So gilt er offiziell als untergegangen. Seine Ortsstelle liegt im Rajon Bagrationowsk (Stadtkreis Preußisch Eylau) in der russischen Oblast Kaliningrad (Gebiet Königsberg (Preußen)).

## Religion
Bis 1945 war Ritterhof mit seinen fast ausnahmslos evangelischen Einwohnern in den Sprengel Hermsdorf der Vereinigten Kirchengemeinden Hermsdorf/Pellen (Pogranitschny (RUS)/Piele (PL)) in der Kirchenprovinz Ostpreußen der Kirche der Altpreußischen Union eingepfarrt.

## Verkehr
Die kaum noch erkennbare Ortsstelle von Ritterhof liegt nördlich der Straße Kornewo (Zinten) – Pogranitschny (Hermsdorf) – Iwanzowo (Deutsch Thierau) – Grenzübergangsstelle Mamonowo II/Grzechotki an der einstigen „Berlinka“. Ein Landweg-Abzweig unweit von Pogranitschny führt zur Ortsstelle Ritterhof.